# Anthony de Jasay
Anthony de Jasay (né Jászay le 15 octobre 1925 à Aba, Hongrie, et mort le 23 janvier 2019 à Néville en Seine-Maritime) est un écrivain, philosophe libertarien et économiste hongrois et britannique, connu pour ses écrits anti-étatiques.

## Biographie
Il étudie à Székesfehérvár et à Budapest, il obtient une licence en agriculture. En 1947-1948, il travaille comme journaliste indépendant, son activité l'obligeant à fuir le pays en 1948. Après deux ans en Autriche, il émigre en Australie en 1950 et suit un cours à temps partiel en économie à l'Université de Western Australia. Il se rend à Oxford en 1955, est élu « research fellow » du Nuffield College où il reste jusqu'en 1962, publiant des articles dans l'Economic Journal, le Journal of Political Economy et d'autres revues.
En 1962, il s'installe à Paris où il travaille dans le monde de la banque et de la finance, d’abord comme employé puis à son propre compte jusqu'à la fin de sa carrière professionnelle, en 1979.
Il prend sa retraite en 1979 sur la côte normande où il meurt en 2019.